# Franz Mönks
Franz Josef Mönks (Goch, 2 april 1932 – Nijmegen,  10 maart 2020) was hoogleraar ontwikkelingspsychologie en vooral bekend als de pionier van het begaafdheidsonderzoek in Europa. Hij werd in Duitsland in Goch, bij Kleve, geboren in een antinazistisch gezin, maar studeerde gedeeltelijk, werkte en woonde in Nederland en nam de Nederlandse nationaliteit aan.

## Levensloop

### Hoogleraar
Mönks studeerde psychologie en germanistiek in Nijmegen, Münster en Bonn. Onder leiding van professor Thomae (Bonn) schreef hij zijn dissertatie. Hij promoveerde in 1966 in Bonn over toekomstvisie van adolescenten. In 1962 werd hij medewerker bij de vakgroep ontwikkelingspsychologie van de Katholieke Universiteit Nijmegen.
Van 1967 tot 1988 was hij hoogleraar ontwikkelingspsychologie aan de Katholieke Universiteit Nijmegen.
Sinds 1988 bekleedde hij de eerste leerstoel voor Psychologie en Pedagogiek van het Hoogbegaafde Kind in Europa.
Van 1973 tot 1978 was hij tevens hoogleraar ontwikkelingspsychologie aan de Katholieke Universiteit Leuven (België)
Hij was gasthoogleraar in Hamburg, Düsseldorf, Lima, Bandung, Jakarta, Jogjakarta, Lexington (Kentucky), Debrecen (Hongarije), Hefei en Shanghai (China).
Van 1983 tot 1994 was hij lid van de Onderwijsraad.
In 1997 ging hij met emeritaat.

### Auteur en redacteur
Zijn eerste artikel over hoogbegaafdheid verscheen in 1963, toen het onderwerp nog niet erg in de belangstelling stond: Bijdragen tot de studie van begaafdheid bij kinderen en jeugdigen. Dit artikel verscheen zowel in een Nederlands als in een Duits vaktijdschrift (Beiträge zur Begabtenforschung im Kindes- und Jugendalter). Hij was in 1969 medeoprichter van de International Society for the Study of Behavioural Development, die uitgegroeid is tot een wereldwijde organisatie met enkele duizenden leden.
Hij was hoofdredacteur van het officiële tijdschrift van deze organisatie: het International Journal of Behavioural Development (1976 - 1985).
Hij was medeoprichter van het Journal für Begabtenförderung in 2001
Vele jaren was hij consulting editor van de volgende vaktijdschriften:
- Zeitschrift für Entwicklungspsychologie und Pädagogische Psychologie,
- Journal of Youth and Adolescence,
- Human Development,
- Psychologie in Erziehung und Unterricht,
- sinds 1980 is hij consulting editor van Cambridge Studies in Social and Emotional Development en
- sinds 1983 consulting editor van Revista de Psicología.

In 1975 verscheen de eerste editie van Ontwikkelingspsychologie. Inleiding tot de verschillende deelgebieden onder redactie van Franz Mönks en de in 2014 overleden Dr. A.M.P. Knoers.

### Oprichter en voorzitter internationale organisaties
In 1989 werd hij vicepresident van de World Council for Gifted and Talented Children (WCGTC). In die functie organiseerde hij in 1991 het negende wereldcongres over hoogbegaafdheid in Den Haag. In 1992 legde hij die functie neer om president van de European Council for High Ability (ECHA) te worden. Drie keer werd hij herkozen voor telkens een periode van vier jaar. In deze functie richtte hij in 1992 een wereldwijd erkende opleiding op: Specialist in Gifted Education. In 1994 werden tijdens het ECHA Congres in Nijmegen de eerste vijf diploma’s uitgereikt. Inmiddels zijn er enkele duizenden leerkrachten die deze opleiding succesvol hebben afgerond. De meesten van hen in Hongarije, Oostenrijk, Zwitserland en Nederland, maar ook in Zweden, Chili en Peru.
Het begaafdheidsonderzoek in Nederland kreeg een basis doordat professor Mönks in 1983 de Hugo de Grootstichting oprichtte. Deze stichting hield zich bezig met onderzoek, diagnostiek en met advisering en begeleiding van ouders en leerkrachten. In het verlengde hiervan richtte hij in 1988 de Stichting Centrum voor Begaafdheidsonderzoek op, die de taken van de Hugo de Grootstichting tot op heden voortzet. Hij was medeoprichter en had enkele jaren de leiding van de hieruit voortgekomen Centra voor Begaafdheidsonderzoek in Antwerpen, Salzburg, Münster en Gaesdonck.

## Prijzen
- 1 juni 2000: de Keleman László Award. Hungarin Psychological Association, Budapest - 'for scientific achievements and pioneering work in the training of teachers for gifted education'. Vijf Hongaarse wetenschappers ontvingen deze prijs. Franz Mönks was de eerste buitenlandse wetenschapper die deze prijs kreeg.

- April 2012: Liftime Achievement Award van de Hungarian Council of Talent Support een
- 14 september 2012: Lifetime Achievement Award van Mensa International, in Münster. Ter gelegenheid daarvan verscheen het boek Gifted Education as a Lifelong Challenge - Essays in honour of Franz Mönks'. Uitgeverij Lit, Münster, 2012. ISBN 978-3-643-90275-7.

## Eredoctoraten
Hij ontving drie eredoctoraten:
- 13 september 1995, Pontificia Universidad Catolica del Perú in Lima
- 13 november 1998, Pedagogische Universiteit van Havana
- 5 augustus 2006, Universitas Padjajaran in Bandung

- Bibsys: 90680956
- Bibliothèque nationale de France: cb12850579h (data)
- Catàleg d'autoritats de noms i títols de Catalunya: 981058526790206706
- CiNii: DA01258107
- Gemeinsame Normdatei: 136276342
- International Standard Name Identifier: 0000 0001 0876 8194
- Library of Congress Control Number: n50003500
- Nationale Bibliotheek van Letland: 000191455
- Nationale Bibliotheek van Tsjechië: xx0002048
- Nationale bibliotheek van Australië: 35358751
- Nationale Bibliotheek van Israël: 987007452362805171
- Nederlandse Thesaurus van Auteursnamen: 068251831
- Système universitaire de documentation: 050635794
- Virtual International Authority File: 19806549
- WorldCat: E39PBJvmFYgdfCpgGFTWbtDcyd